# Alligatorer och kajmaner
Alligatorer och kajmaner (Alligatoridae) är en familj kräldjur som är nära släkt med krokodiler och gavialer. Släktena som ingår är alligatorer, kajmaner, Melanosuchus och Paleosuchus. Vissa zoologer delar upp kajmanerna i tre släkten. Kajmanerna skiljer sig från alligatorerna genom avsaknad av ben mellan näsborrarna och genom dess pansar på magen som består av överlappande beniga fjäll som i sin tur består av två delar som är förenade av en sutur.